# Ksente Bogoev

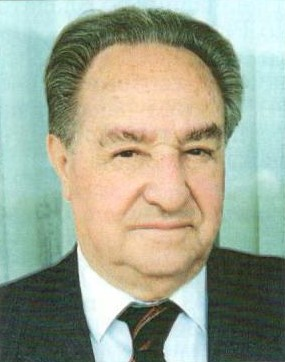
Ksente Bogoev

Ksente Bogoev (mazedonisch Ксенте Богоев; * 20. Oktober 1919 in Leunovo, Gemeinde Strumica, Königreich der Serben, Kroaten und Slowenen; † 20. April 2008 in Skopje, Mazedonien) war ein jugoslawischer bzw. mazedonischer Ökonom und Politiker.

## Leben
Er studierte Ökonomie an der Universität Belgrad, später war er Professor für Ökonomie (Schwerpunkt Finanzpolitik) an der Universität Skopje. In den Jahren 1968 bis 1974 war er Premierminister der Sozialistischen Republik Mazedonien innerhalb der Sozialistischen Föderativen Republik Jugoslawien. Ab 1977 leitete er die Jugoslawische Nationalbank. Er war Mitglied (und in den Jahren 1992 bis 1999 Präsident) der Mazedonischen Akademie der Wissenschaften und Künste.